# 德川家重
德川家重（日语：／ Tokugawa Ieshige，1711年1月28日—1761年7月13日），日本江戶幕府第九代將軍，1745年至1760年在職。他是第八代將軍德川吉宗的長子，母親是側室大久保於須磨之方，乳名是長福丸。由於父親吉宗和正室理子之間並沒有子嗣，因此家重被認定是世子，享保十年（1725年）元服後改名為家重。

## 生平
正德元年十二月二十一日（1711年1月28日）德川家重出生於武藏國江戶赤坂紀州藩邸，是第八代將軍德川吉宗的長子，母親是側室於須磨之方。家重天生體質就比較虛弱，無法用很清楚地言語表達事情，且沉淪酒色，健康狀況十分不好。因為這個緣故，外人對擅長文武的家重長弟德川宗武（田安德川家初代）都較為看好，也很自然的認為宗武將來會繼承將軍。不過吉宗依然選家重為繼嗣。
延享二年九月二十五日（1745年10月20日），德川家重三十三歲時，父親德川吉宗讓出將軍的位子，延享二年十月初七日（1745年10月31日）德川家重受櫻町天皇下詔敕封為第九代征夷大將軍，官位晉升到正二位內大臣兼右近衛大將，並得到源氏長者的稱號。不過，寶曆元年六月二十日（1751年7月12日）父親大御所德川吉宗去世，在吉宗去世前家重都只是名義上的大將軍而已，父親吉宗還是掌握幕府大半的權力。
家重時代因為有吉宗推進的享保改革，初期十分安定，而家重也充實綱吉時期的勘定吟味役，進行了幾個獨立的經濟政策。寶曆五年（1755年）因為農作物歉收，造成一揆的暴動，社會不安再一次增加。
同時，健康情況每況愈下的家重言語表答方式也越來越不清晰，不過家重的親信大岡忠光卻能聽出自己在說什麼，也因此他十分器重忠光，並再度啟用側用人制度，但未聞大岡忠光因而得以濫用權力、實施暴政，寶曆十年（1760年）大岡忠光去世，同年的五月十三日德川家重讓位給與側室於幸之方所生的長子德川家治，改稱大御所。翌年，寶曆十一年六月十二日（1761年7月13日）德川家重病逝於江戶城內，享年四十九歲，安葬於增上寺，追贈正一位太政大臣，法號“淳信院”。

## 官職位階履歷
- 享保9年（1724年）成為將軍繼承人。
- 享保10年（1725年）任從二位權大納言。元服，改名家重。
- 寬保元年（1741年）任右近衛大將。
- 延享2年（1745年）正二位內大臣兼右近衛大將。征夷將軍、源氏長者宣下。
- 寶曆11年（1760年）任右大臣。征夷將軍辭任。
- 寶曆12年（1761年）逝世。贈正一位太政大臣。

## 人物
家重與被稱為幕府中興的父親吉宗相比較，通常都不太被看好。家重時代也沒有幾個有力老中。同時，引退的大御所吉宗，並沒進行幕府的二元政治，反倒是由將軍親自打理政事。
家重喜歡下將棋，棋力高明，著有《將棋考格》一書，智商應無問題。
家重也因為有尿失禁這種症狀，被難聽的戲稱為「小便公方」。
戰後，隨著增上寺的修建，寺院內的德川將軍墓地也被挖掘出來進行遷移。這個時候也對德川歷代將軍和德川氏相關人物的遺骨進行調查，而下面是從家重的遺骨中找出的事實。
- 家重是同寺所埋葬的歷代將軍中，面孔（五官）最端整的一位。在「德川實記」有一小段記述：家重在各種各樣的儀式謁見大名時，看起來是十分的高尚。

- 從家重的牙齒在約45度的磨損來看，家重在乳齒長為恆齒之間，一天到晚都咬著牙齒。而家重在許多記錄上是說無法用言語清楚表達，不過這樣看來那應該是家重自己的癖好。

- 家重的血型是A型。身高156.3公分，比當時男性的平均身高157．1公分略低，比當時女性的平均身高145.6高了10多公分。

## 家族
- 父親：德川吉宗
- 母親：於須磨之方（深德院）
- 弟：德川宗武（田安德川家初代）
- 弟：源三（早夭）
- 弟：德川宗尹（一橋德川家初代）
- 妹：芳姬（早夭）

### 妻妾
- 御台所：比宮增子女王 (証明院)
- 側室：於幸之方
- 側室：於遊之方（於遊喜之方、於千瀨之方）

### 子女
- 子：德川家治（母於幸之方，第十代將軍）
- 子：德川重好（清水德川家初代，母於遊之方）

## 登場作品
- 大奥（日语：大奥 (2023年のテレビドラマ)）（2023年、NHK、演：三浦透子）
- 大奥（2024年、富士電視台、演：高橋克典）